# Never Trust a Pretty Face
Never Trust a Pretty Face è un album della cantante pop francese Amanda Lear, pubblicato dall'etichetta discografica BMG Ariola nel 1979. Esistono due edizioni, una per il mercato mondiale ed una specifica per il mercato britannico dove sono incluse la versione in inglese di "Miroir" e una versione più lunga di "Dreamer".
L'album è stato prodotto da Anthony Monn.

## Tracce
LP (Ariola 200 017 [de])
1. Fashion Pack (Studio 54) - 5:05 (Anthony Monn, Amanda Lear)
2. Forget It - 4:10 (Anthony Monn, Amanda Lear)
3. Lili Marleen - 4:40 (Norbert Schultze, Hans Leip, Tommy Connor)
4. Never Trust a Pretty Face - 4:45 (Anthony Monn, Amanda Lear)
5. The Sphinx - 4:20 (Anthony Monn, Amanda Lear)
6. Black Holes - 5:00 (Anthony Monn, Amanda Lear)
7. Intellectually - 4:15 (Charly Ricanek, Amanda Lear)
8. Miroir - 2:00 (Amanda Lear)
9. Dreamer (South Pacific) - 5:10 (Rainer Pietsch, Amanda Lear)

## Classifiche
| Classifica (1979) | Posizione raggiunta |
| ----------------- | ------------------- |
| Svezia            | 20                  |